# Concerto Moon
Concerto Moon （コンチェルト・ムーン） は1996年にギタリストの島紀史を中心に結成されたヘヴィメタル・パワーメタルバンド。1998年にVAPよりメジャーデビュー。2004年末に活動休止、2007年夏に活動を再開。

## 来歴
出典:Official Site 

### 1996年- 2004年
1996年：島紀史（g）を中心に、尾崎隆雄（vo）、原田修（key）、吉岡信穂（dr）、オーディションで選ばれた三谷耕作（b）を迎え、結成。
1997年：吉岡（dr）に代わり、長井一郎 が加入。マンドレイク･ルートより1stアルバム「FRAGMENTS OF THE MOON」をリリース。
1998年：原田（key）に代わり、小池敏之 が加入。2ndアルバム 「FROM FATHER TO SON」 で VAP よりメジャーデビュー。オリコン･チャート初登場66位、98年度新人アルバム・チャート16位にランクイン。12月の ストラトヴァリウス 来日東京公演（渋谷 ON AIR EAST ）でオープニングアクトを務めた。
1999年：ミニアルバム「TIME TO DIE」、3rdアルバム「RAIN FOREST」リリース。ツアー終了後に尾崎（vo）脱退。
2001年：井上貴史（vo）加入。4thアルバム「GATE OF TRIUMPH」リリース。長井（dr）が脱退し、佐藤潤一 が加入。
2003年：5thアルバム「LIFE ON THE WIRE」リリース。三谷（b）が脱退し、木本高伸 がツアーにサポート参加、その後正式メンバーとなった。
2004年：佐藤（dr）脱退、竹岡祥一 加入。ミニアルバム「CONCERTO MOON」、6thアルバム「AFTER THE DOUBLE CROSS」リリース。ツアー終了後、活動休止。

### 2007年- 現在
2007年：活動再開。島紀史（g）、井上貴史（vo）、木本高伸（b）、小池敏之（key）、長田昌之（dr）
2008年：メジャーデビュー10周年記念BOXセット「DECADE OF THE MOON」をリリース。サンフランシスコで開催された「Bay Area Rock Fest」に参加。7thアルバム「RISE FROM ASHES」リリース。
2009年：小池（key）脱退。「PURE ROCK JAPAN LIVE 2009」参加。木本（b）脱退、杉森俊幸 加入。
2010年：8thアルバム「ANGEL OF CHAOS」リリース。8- 9月"ANGEL OF CHAOS 2010"ツアー。
2011年：井上（vo）脱退、久世敦史 加入。9thアルバム「SAVIOR NEVER CRY」リリース。9- 11月"SAVIOR NEVER CRY TOUR 2011"。
2012年：杉森（b）脱退。4月"ATTACK OF THE DOUBLE AXEMEN Vol.2"ツアー、6・8・10月"Dos a tres caidas！炎の三番勝負"、12月"REQUEST OF THE MOON"。
2013年：10thアルバム「BLACK FLAME」リリース。10- 11月"BLACK FLAME TOUR 2013"。
2014年：3月"BLACK FLAME TOUR 2014"。ミニアルバム「LIVE AND RARE」リリース。8- 9月"RESTORATION OF THE MOON - FINAL BLACK FLAME - "ツアー。
2015年：4月長田（dr）脱退。中易繁治（b）、河塚篤史（dr）、Aki（key）加入。8月"NEW MOON RISING"ツアー。9月11thアルバム「BETWEEN LIFE AND DEATH」リリース。10- 12月"BETWEEN LIFE AND DEATH TOUR 2015"。
2016年：4月"BETWEEN LIFE AND DEATH TOUR VOL.2"。6月「PURE ROCK JAPAN LIVE ～EXTRA vol.4～」参加。12月"at the end of the year ～Between life and death tour final～"
2017年：2月10日、Akiが詐欺容疑により逮捕。バンドは同日にAkiを解雇する事を発表した。10月12thアルバム「TEARS OF MESSIAH」リリース。11- 12月"Prologue To Messiah Tour"。
2018年：5月"TEARS OF MESSIAH TOUR 2018"。久世（vo）脱退。7月 芳賀亘（vo）、三宅亮（key）加入。10月"MESSIAH WILL COME AGAIN TOUR 2018"。
2019年：3月"SABER TIGER TOUR 2019 - OBSCURE DIVERSITY”にゲストとして同行。5月リレコーディングベストアルバム「OUROBOROS」リリース。6月- 9月"OUROBOROS TOUR 2019"。
2020年：12月13thアルバム「RAIN FIRE」リリース。
2021年：6月ミニアルバム「WAITING FOR YOU」リリース。6- 7月、9- 10月"RAIN FIRE TOUR 2021"。11- 12月"FINAL RAIN FIRE -Welcoming new forces-"ツアー。
2022年：4月"RAIN FIRE TOUR -extra-"、5月"FRAGMENTS OF THE MOON 25th Anniversary Tour"、12月"Request of the Moon"ツアー。
2023年：6- 7月"FROM FATHER TO SON 25th Anniversary Tour"、12月"YEAR END SPECIAL - Member's Choices & Covers"ツアー。
2024年：5月14thアルバム「BACK BEYOND TIME」リリース。5- 7月、9- 10月"BACK BEYOND TIME 2024"ツアー。12月"BACK BEYOND TIME 2024 FINAL"ツアー。
2025年：4- 5月"PERFECT BACK BEYOND TIME TOUR 2025"。

## メンバー

### 現在のメンバー
- 島紀史 （ギター 1996年- ）
- 中易繁治 （ベース 2015年- ）
- 河塚篤史 （ドラム 2015年- ）
- 芳賀亘 （ボーカル 2018年- ）
- 三宅亮 （キーボード 2018年- ）

### 在籍していたメンバー
- 尾崎隆雄 （ボーカル 1996年-1999年）
- 原田修 （キーボード 1996年-1997年）
- 吉岡信穂 （ドラム 1996年）
- 三谷耕作 （ベース 1996年-2003年）（2009、2012- 2014年にサポートとして参加。）
- 長井一郎 （ドラム 1997年-2001年）
- 小池敏之 （キーボード 1998年-2009年）
- 井上貴史 （ボーカル 2001年-2011年）
- 佐藤潤一 （ドラム 2001年-2004年）
- 木本高伸 （ベース 2003年-2009年）
- 竹岡祥一 （ドラム 2004年）
- 杉森俊幸 （ベース 2009年-2012年）
- 長田昌之 （ドラム 2007年-2015年）
- Aki （キーボード 2015年-2017年）（2013- 2014年にサポートとして参加。）
- 久世敦史 （ボーカル 2011年-2018年 ）

## ディスコグラフィ
出典:Official Site 

### スタジオアルバム
- FRAGMENTS OF THE MOON （1997年） 1st
- FROM FATHER TO SON （1998年） 2nd
- TIME TO DIE （1999年） ※ミニアルバム
- RAIN FOREST （1999年） 3rd
- GATE OF TRIUMPH （2001年） 4th　※Norifumi Shima with Concerto Moon 名義
- DESTRUCTION AND CREATION （2002年） ※リレコーディングベストアルバム
- LIFE ON THE WIRE （2003年） 5th
- CONCERTO MOON （2004年） ※ミニアルバム
- AFTER THE DOUBLE CROSS （2004年） 6th
- RISE FROM ASHES （2008年） 7th
- ANGEL OF CHAOS （2010年） 8th
- SAVIOR NEVER CRY （2011年） 9th
- BLACK FLAME (2013年） 10th
- BETWEEN LIFE AND DEATH (2015年） 11th
- TEARS OF MESSIAH (2017年） 12th
- OUROBOROS (2019年） ※リレコーディングベストアルバム
- RAIN FIRE (2020年） 13th
- WAITING FOR YOU （2021年） ※ミニアルバム
- BACK BEYOND TIME (2024年） 14th

### ライヴアルバム
- THE END OF THE BEGINNING (1999年）
- LIVE – ONCE IN A LIFE TIME (2003年）
- LIVE CONCERTO - Remastering 2008 （2008年）
- LIVE FOR TODAY, HOPE FOR TOMORROW (2011年）
- LIVE AND RARE (2014年） ※ミニアルバム

### 企画アルバム等
- 鋼鉄組曲 - 宇宙より愛をこめて （1997年）

「宇宙戦艦ヤマト」 ※トリビュート ミニアルバム
- DECADE OF THE MOON - 10th Anniversary Special Box （2008年）

10周年記念BOXセット（3CD+1DVD）

### VIDEO・DVD
- LIVE THE END OF THE BEGINNING VIDEO (2000年） VHS
- LIVE THE END OF THE BEGINNING VIDEO (2003年） DVD
- LIVE – ONCE IN A LIFE TIME DVD (2003年） DVD
- LIVE FROM ASHES (2009年） DVD

## タイアップ一覧
| 年     | 曲名                | タイアップ                                  |
| ------ | ------------------- | ------------------------------------------- |
| 1999年 | When the moon cries | WOWOW ドラマ『天然少女萬NEXT』主題歌        |
| 2002年 | Angels In Black     | WOWOW『エキサイトマッチ』エンディングテーマ |